# Zilveren Bal
De Zilveren Bal was in de eerste helft van de 20e eeuw een voetbaltoernooi dat jaarlijks voorafgaand aan elk seizoen in Rotterdam werd gehouden. In het jaar 1901 degradeerde de Rotterdamse voetbalvereniging Sparta uit de 1e klasse, waardoor de vrees ontstond, dat Rotterdam verstoken zou blijven van 1e klas voetbalwedstrijden en het peil van het Rotterdamse voetbal achteruit zou gaan. Enkele Rotterdamse heren vormden de Zilveren Voetbal Commissie, die een jaarlijks toernooi ging organiseren voor uit te nodigen 1e klas en 2e klas voetbalverenigingen. De wisselprijs zou 3x achtereen of 5x in totaal gewonnen moeten worden om deze in bezit te krijgen. Het toernooi om de Zilveren Bal was jarenlang het belangrijkste toernooi van Nederland, belangrijker nog dan de Holdert beker (de latere (K)NVB beker).

## Zilveren Bal 1, 2 en 3

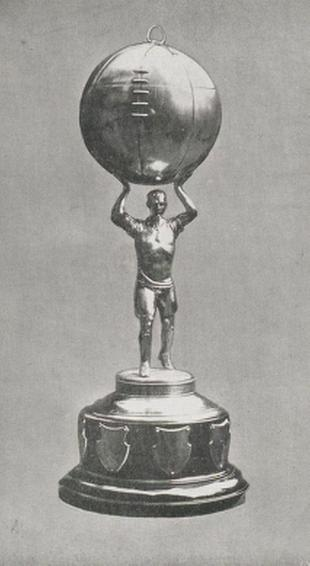
de tweede Zilveren Bal, 1904-1924

Het toernooi werd voor het eerst georganiseerd in 1901, en werd traditioneel gespeeld op de velden van Sparta Rotterdam. In 1901, 1902 en 1903 won HVV het toernooi en stelde zich daarmee in het bezit van de 1e Zilveren Voetbal. In 1924 slaagde HBS door het toernooi in totaal 5x te winnen erin de 2e Zilveren Voetbal te verkrijgen. In 1937 won Feijenoord voor de 5e maal de eindstrijd van het toernooi en kwam daarmee in het bezit van de 3e Zilveren Voetbal.

## Betaald voetbal
Na het toernooi van 1954 werd het betaald voetbal binnen de KNVB ingevoerd, hetgeen niet strookte met de amateurgeest, welke instelling de Zilveren Voetbal Commissie had. In 1955 werd er geen toernooi gehouden. In 1956 probeerde de Zilveren Voetbal Commissie nog eenmaal het toernooi in Rotterdam te houden met uitsluitend amateurverenigingen. In die laatste editie won HVV van CVV. Daarmee won HVV als laatste de Bal in Rotterdam en zo kwam, door de opheffing van de Zilveren Voetbal Commissie, de vierde Zilveren Bal in het bezit van de Hagenaars.

## Haagse Zilveren Voetbal Commissie
Op initiatief van de oud-voorzitter van HVV, de heer Ir. E.M. Neuerburg, stemde de Rotterdamse Zilveren Voetbal Commissie ermee in de 4e Zilveren Bal,  waar sinds 1938 om gestreden werd, over te dragen aan een toen gevormde Haagse Zilveren Voetbal Commissie. Deze liet in 1957 het eerste toernooi op het terrein van HVV spelen. In de volgende jaren werd het toernooi telkens in de weken van eind augustus en begin september gehouden. De 4e Zilveren Bal bleef een wisselprijs en kon niet meer definitief gewonnen worden.   
Door de vaststelling van de eerste competitiewedstrijden op de eerste en tweede dag van september werd het steeds moeilijker voldoende verenigingen voor deelname aan het toernooi te vinden. Na het laatste in 1985 in Den Haag gespeelde toernooi besloot de Zilveren Voetbal Commissie geen toernooi meer te organiseren. In 1998 droeg de Zilveren Voetbal Commissie de 4e Zilveren Voetbal over aan HVV, omdat deze vereniging het laatste door de Rotterdamse Zilveren Voetbal Commissie georganiseerde toernooi in 1956 winnend afsloot en er geen verenigingen zijn die vaker in hun bestaan de wisselprijs zovele malen (9x) hebben gewonnen. Bij de overdracht aan HVV stelde de Zilveren Voetbal Commissie als voorwaarde dat de Zilveren Bal in het bezit zou blijven van de vereniging en nooit meer als prijs zou worden gebruikt voor enig voetbaltoernooi of welke andere sportieve aanwending.

## Vriendschappelijke wedstrijd Sparta Rotterdam en Feyenoord
Op 15 november 2010 maakten Feyenoord en Sparta bekend dat ze de traditie van de Zilveren Bal met een onderling duel hoegenaamd wilden herstellen. Saillant detail is dat beide clubs in 1956 als profclubs voorgoed van deelname aan het originele toernooi werden uitgesloten, omdat betaald voetbal niet paste bij de amateurgeest van de Zilveren Bal. De wedstrijd werd op 5 januari 2011 gespeeld op Het Kasteel, en de opbrengst kwam ten goede aan de jeugdopleidingen van Sparta en Feyenoord. Feyenoord won met 4-2. De wedstrijd had volgens critici niets met het historische toernooi om de Zilveren Bal van doen. Mede als gevolg hiervan is besloten deze wedstrijd in de toekomst niet meer te spelen.

## Finales

### Rotterdamse Zilveren Bal
- 1901: HVV – Rapiditas 8–0
- 1902: HVV – Volharding 3–0
- 1903: HVV – Sparta 3–1
- 1904: Velocitas Breda – Sparta 4–3
- 1905: HBS – Sparta 3–1
- 1906: HVV – HFC 7–2
- 1907: HBS – Achilles 6–0
- 1908: Quick Den Haag – Haarlem 4–2
- 1909: Quick Den Haag – VOC 3–1
- 1910: Sparta – HBS 5–0
- 1911: VOC – Quick Den Haag 1–0
- 1912: Haarlem – HFC 2–1
- 1913: Sparta – DFC 3–0
- 1914: niet gespeeld
- 1915: Quick Den Haag – HBS 1–0
- 1916: Willem II – Ajax 1–0
- 1917: Willem II – Sparta 2–1
- 1918: HBS – VOC 1–1 (HBS wint na loting)[3]
- 1919: HBS – DFC 7–2
- 1920: HVV – Sparta 4–0
- 1921: Willem II – Stormvogels 4–1
- 1922: Hermes DVS – ADO 2–0
- 1923: Sparta – VOC 2–0
- 1924: HBS – Feijenoord 2–0
- 1925: Sparta – DHC 2–0
- 1926: Feijenoord – Willem II 3–2
- 1927: Excelsior – Feijenoord 5–0
- 1928: Feijenoord – HBS 3–0

- 1929: Sparta – Excelsior 6–1
- 1930: Feijenoord – Sparta 2–0
- 1931: Hermes DVS – Feijenoord 4–1
- 1932: Xerxes – Feijenoord 3–3 (Xerxes wint na strafschoppen)[4]
- 1933: Feijenoord – Willem II 2–1
- 1934: Sparta – Willem II 6–3
- 1935: Sparta – Excelsior 4–1
- 1936: ADO – Sparta 5–0
- 1937: Feijenoord – Sparta 3–1
- 1938: ADO – Hermes DVS 4–2
- 1939: Feijenoord – ADO 2–1
- 1940: Overmaas – DFC 5–0
- 1941: N.E.C. – SC Heracles 1–1 (N.E.C. wint na strafschoppen)[5]
- 1942: Feijenoord – Quick Den Haag 2–1
- 1943: SC Enschede – Neptunus 4–2
- 1944: RFC – SC Enschede 5–2
- 1945: BVV – DFC 4–1
- 1946: BVV – SC Heracles 4–1
- 1947: HVV – SVV 1–1 (HVV wint na strafschoppen)[6]
- 1948: Feijenoord – Stormvogels 3–3 (Feijenoord wint na strafschoppen)[7]
- 1949: Emma – Eindhoven 3–0
- 1950: BVV – Eindhoven 3–2
- 1951: Sparta – Eindhoven 1–1 (Sparta wint na strafschoppen)[8]
- 1952: Eindhoven – Stormvogels 3–2
- 1953: ADO – Xerxes 1–1 (ADO wint na strafschoppen)[9]
- 1954: VVV – Xerxes 3–1
- 1955: niet gespeeld
- 1956: HVV – CVV 2–1

### Haagse Zilveren Bal
- 1957: Quick Den Haag – VUC 3–0
- 1958: CVV – VUC 1–0
- 1959: Laakkwartier – Quick 1888 2–1
- 1960: HBS – HVV 1–0
- 1961: Spartaan'20 – VUC 1–1
- 1962: CVV – RFC 1–1
- 1963: CVV – Spartaan'20 2–1
- 1964: CVV – Laakkwartier 5–1
- 1965: CVV – De Musschen 3–2
- 1966: Laakkwartier – Quick Den Haag 1–0
- 1967: Spartaan'20 – Laakkwartier 0–0
- 1968: Quick Den Haag – Laakkwartier 0–0
- 1969: TSC – HVV 2–1
- 1970: RFC – Fluks 0–0
- 1971: Koninklijke HFC – Quick Den Haag 3–1

- 1972: Laakkwartier – VUC 0–0
- 1973: HVV – RFC 1–0
- 1974: Scheveningen – Quick Den Haag 0–0
- 1975: VUC – Spartaan'20 1–0
- 1976: VUC – HVV 1–0
- 1977: niet gespeeld (verregend)
- 1978: VUC – Blauw-Zwart 2–0
- 1979: Wilhelmus – Quick Den Haag 0–0
- 1980: Wilhelmus – Roodenburg 0–0
- 1981: HVV – Hermes DVS 1–0
- 1982: Laakkwartier – Verburch 1–0
- 1983: Xerxes – Verburch 1–0
- 1984: VUC – Verburch 4–0
- 1985: VUC 2 – Xerxes 1–0

## Alle winnaars van het Zilveren Bal toernooi
1901/02 ·
1902/03 ·
1903/04 ·
1904/05 ·
1905/06 ·
1906/07 ·
1907/08 ·
1908/09 ·
1909/10 ·
1910/11 ·
1911/12 ·
1912/13 ·
1913/14 ·
1914/15 ·
1915/16 ·
1916/17 ·
1917/18 ·
1918/19 ·
1919/20 ·
1920/21 ·
1921/22 ·
1922/23 ·
1923/24 ·
1924/25 ·
1925/26 ·
1926/27 ·
1927/28 ·
1928/29 ·
1929/30 ·
1930/31 ·
1931/32 ·
1932/33 ·
1933/34 ·
1934/35 ·
1935/36 ·
1936/37 ·
1937/38 ·
1938/39 ·
1939/40 ·
1940/41 ·
1941/42 ·
1942/43 ·
1943/44 ·
1944/45 ·
1945/46 ·
1946/47 ·
1947/48 ·
1948/49 ·
1949/50 ·
1950/51 ·
1951/52 ·
1952/53 ·
1953/54 ·
1954/55